# Amirhossein Alipour Darbeid
Amirhossein Alipour Darbeid (né le 2 mars 2002) est un athlète paralympique iranien spécialisé dans le lancer du poids.

## Carrière
En mai 2024, Alipour Darbeid représente l'Iran aux Championnats du monde d'athlétisme paralympique 2024 et remporte une médaille d'or dans l'épreuve du lancer du poids en catégorie F11,. Il participe ensuite aux Jeux paralympiques d'été de 2024 de Paris et remporte une médaille d'or dans l'épreuve du lancer du poids F11 avec un lancer à 14,78 m terminant premier devant son compatriote Mahdi Alad et le l'espagnol Alvaro Del Amo Cano,.